# Bristol Rovers Football Club
Bristol Rovers Football Club é um time de futebol inglês que atualmente compete na Football League One, a terceira divisão inglesa, com sede em Bristol. A equipe joga seus jogos em casa no Memorial Stadium, em Horfield, um subúrbio de Bristol. Na temporada 2013/2014, o clube foi rebaixado para a quinta divisão e subiu na temporada seguinte, mas na temporada 2020/21 foi rebaixado na lanterna, com apenas 38 pontos em 46 partidas.
O clube foi fundado em 1883 como Black Arabs FC, e foram também conhecido como East Rovers e East Bristol Rovers antes de, finalmente, mudar seu nome para Bristol Rovers em 1899. Seu principal rival é o Bristol City.